# Seznam španskih atletov
Seznam španskih atletov.

## A
- José Manuel Abascal
- Glory Alozie
- Abel Antón

## B
- Ruth Beitia
- Kílian Jornet Burgada

## C
- Fermín Cacho
- Arturo Casado
- Cayetano Cornet

## D
- Marta Domínguez

## E
- Reyes Estévez

## F
- Nuría Fernández
- Paquillo Fernández
- Ilias Fifa
- Martín Fiz

## G
- Jesús Ángel García
- José Luis González
- Benjamín González

## H
- Angel Hernandez (atlet)

## L
- Jago Lamela
- Joan Lino Martínez
- Aliuska López

## M
- José Marín
- Manuel Martínez
- Mayte Martínez
- Valentí Massana
- Juan Manuel Molina
- Niurka Montalvo
- Javier Moracho
- Roberto Moya

## P
- Daniel Plaza

## R
- Natalia Rodríguez

## T
- Tomás de Teresa
- Colomán Trabado

## V
- María Vasco

## Z
- Maite Zúñiga